# Oz Peretz
Oz Peretz (in ebraico עוז פרץ‎?; Be'er Sheva, 19 aprile 1994) è un calciatore israeliano, attaccante dell'Hapoel Petah Tiqwa.

## Carriera

### Club
Ha giocato nella massima serie israeliana.